# الک کرافت
الک کرافت (انگلیسی: Alec Croft؛ زادهٔ ۱۷ ژوئن ۱۹۳۷) بازیکن فوتبال اهل بریتانیا است.